# كاثرين دين
كاثرين دين (بالإنجليزية: Kathryn Dean)‏ هي مغنية أمريكية، ولدت في 5 يناير 1996 في سان دييغو في الولايات المتحدة.

## وصلات خارجية
- كاثرين دين على موقع ميوزك برينز (الإنجليزية)